# Emanuel Hurwitz
Emanuel Hurwitz CBE (Londres (Anglaterra), 7 de maig, 1919 - Idem., 19 de novembre, 2006), va ser un violinista britànic. Va néixer a Londres de pares d'ascendència jueva-russa.
Va començar a tocar el violí quan tenia cinc anys, i va obtenir una beca a la Royal Academy of Music als 14 anys; Molt més tard va ser professor allà. Durant la Segona Guerra Mundial es va unir al "Royal Army Medical Corps" tocant el violí a "Stars in Battledress".
El 1946, va fundar el Quartet de Corda Hurwitz. El 1948 es va convertir en líder de l'Orquestra de Cambra Anglesa quan es va fundar, en aquell moment coneguda com a Orquestra Goldsbrough. Va ser violinista principal del Melos Ensemble 1956-1972. Els seus enregistraments de música de cambra tant per a vents fusta com per a cordes es van reeditar el 2011, incloses les obres per a conjunts més grans que van ser la raó per fundar el conjunt, com el Septet i l'Octet de Beethoven, l'Octet de Schubert i la Introducció i l'Allegro de Ravel, tocats amb Osian Ellis (arpa), Richard Adeney (flauta), Gervase de Peyer (clarinet), Ivor McMahon (violí), Cecil Aronowitz (viola) i Terence Weil (violoncel).</ref>Melos Ensemble – Music among Friends EMI</ref> Des de 1959 va dirigir la rebatejada Orquestra de Cambra Anglesa, anteriorment Goldsbrough Orchestra. De 1969 a 1971 va dirigir la New Philharmonia Orchestra. El 1970 es va convertir en líder del Quartet Eòlic.
Va ser nomenat Comandant de l'Orde de l'Imperi Britànic (CBE) el 1978.
Durant la major part de la seva carrera va interpretar amb un Antonio i un Girolamo Amati de 1603.